# Tewara-listrada
A tewara-listrada (Limnichthys fasciatus), é uma espécie de peixe marinho nativo do oeste do Oceano Pacífico, que pertence a família Creediidae, que inclui os peixes-tewara. O nome tewara vêm de origem maori, que significa ''peixe que se enterra na areia'', pois os peixes da família Creedidae têm o costume de viver enterrados no substrato. Podem medir até os 5 cm de comprimento, e vivem associados á poças de maré e recifes.
A tewara-listrada é nativa do oeste do Oceano Pacífico, podendo ser encontrada em Ogasawara, sul do Japão, para as Filipinas até a Austrália e Nova Zelândia, incluindo Kermadec e Tonga.